# A Static Lullaby
A Static Lullaby (comúnmente abreviado ASL) es una banda de Post-Hardcore formada en Chino Hills, California.

## Historia
A Static Lullaby surge de una jam session improvisada de un instituto de San Bernardino County, California, en 2001. La banda la forman Joe Brown (voz), Dan Arnold (voz, guitarra), Phil Pirrone (voz, bajo), Nathan Lindeman (guitarra) y Brett Dinovo (batería).
A mediados de 2001 la banda lanza su primer trabajo, A Static Lullaby EP, el que tiene 5 demos, 4 de estos agregados a su álbum debut.
En septiembre de ese mismo año graban los temas Withered, A Sip of Wine Chased With Cyanide y A Song for a Broken Heart. Los que se lanzan en su segundo trabajo, un EP titulado Withered, en el año 2002, el que les sirve para hacer una gira por la costa oeste estadounidense. Poco después logran firmar con el sello independiente Ferret, casa discográfica que puede presumir de haber descubierto bandas del panorama post-hardcore como Funeral for a Friend o From Autumn to Ashes.
Ya en Ferret, la banda lanza ...And Don't Forget to Breathe, su disco debut, y comienza una gira con bandas de la talla de A Fire Inside, My Chemical Romance y Brand New. En 2005 firman con una multinacional, Columbia, para grabar su segundo álbum, Faso Latido. Sin embargo, la banda pierde a dos de sus integrantes originales: Phil Pirrone (voz, bajo), el que sufre un accidente de circulación que le hace replantearse la vida, saliendo y entrando constantemente de la banda. Finalmente se marcha y funda su propia discográfica, Longhair Illuminati, y su propia banda, Casket Salesmen. A él se le une Nathan Lindeman (guitarra), que deja ASL para unirse en el nuevo proyecto de Pirrone.
Firman con Fearless Records y se unen John Martínez (guitarra) y Dane Poppin (bajo). Después de esto, Brett Dinovo (batería), deja la banda, siendo sustituido por Jarrod Alexander. En 2006 lanzan su tercer disco, autotitulado A Static Lullaby, el que sale rápidamente para unirse a Death by Stereo, su primera banda.
En el año 2008, la banda lanza Rattlesnake!, producido por Steve Evetts. En noviembre de 2008, la banda comienza un tour con Maylene and the Sons of Disaster, Confide, Showbread y Attack Attack!. 
Después de esto la banda hace su versión post-hardcore de la canción Toxic, original de Britney Spears, para el álbum compilatorio de Fearless, Punk Goes Pop 2. Después de este lanzamiento la banda graba un videoclip para su versión.
A inicios del 2009, la banda hace un tour con Silverstein. Al finalizar el tour, la banda se une al Blaze of Glory tour, junto Vanna, Asking Alexandria, Motionless in White y Tides of Man
En junio de 2010, Joe Brown comienza un nuevo proyecto musical, Elevate: I am, junto al exguitarrista de la banda, John Martínez. Al mismo tiempo Dan Arnold se une como guitarrista a New Year's Day.
La banda anuncia que lanzaran un disco a finales del 2010, o inicios del 2011.
Dane Poppin como bajista en vivo a la banda de post hardcore Of Mice & Men, tomando el lugar de Jaxin Hall, el que sale de la banda por problemas personales.

## Miembros
| Actuales - Joe Brown – voces guturales, arreglos de teclado - Dan Arnold – voces claras, guitarras - Dane Poppin – bajo, coros (2005-2011) - Tyler Mahurin – batería, percusión (2007-2011) | Anteriores - Phil Pirrone – voces claras, bajo (2001 – 2005) - Nate Lindeman – guitarra principal (2001 – 2005) - John Martínez – guitarra principal, coros (2006 – 2007) - Brett Dinovo – batería, percusión (2001 – 2005) - Jarrod Alexander – batería, percusión (2001 / 2005 – 2007) |

Miembros para conciertos
- Phil Manansala - guitarras (desde 2006)

## Discografía

### LP
| Año  | Detalles del álbum                                                                   |
| ---- | ------------------------------------------------------------------------------------ |
| 2003 | ...And Don't Forget to Breathe - Lanzado: 28 de enero de 2003 - Discográfica: Ferret |
| 2005 | Faso Latido - Lanzado: 2005 - Discográfica: Columbia                                 |
| 2006 | A Static Lullaby - Lanzado: 2006 - Discográfica: Fearless                            |
| 2008 | Rattlesnake! - Lanzado: 9 de septiembre de 2008 - Discográfica: Fearless             |

### EP
| Año  | Detalles del álbum                                            |
| ---- | ------------------------------------------------------------- |
| 2001 | A Static Lullaby (EP) - Lanzado: 2001 - Discográfica: Ninguna |
| 2002 | Withered (EP) - Lanzado: 2002 - Discográfica: Ninguna         |

### Videos musicales
- Lipgloss and Letdown (2003)
- Stand Up (2005)
- Hang 'Em High (2007)
- The Art of Sharing Lovers (2008)
- Toxic (2009, Britney Spears Cover)